# Röntgen
Pour les articles homonymes, voir Roentgen.

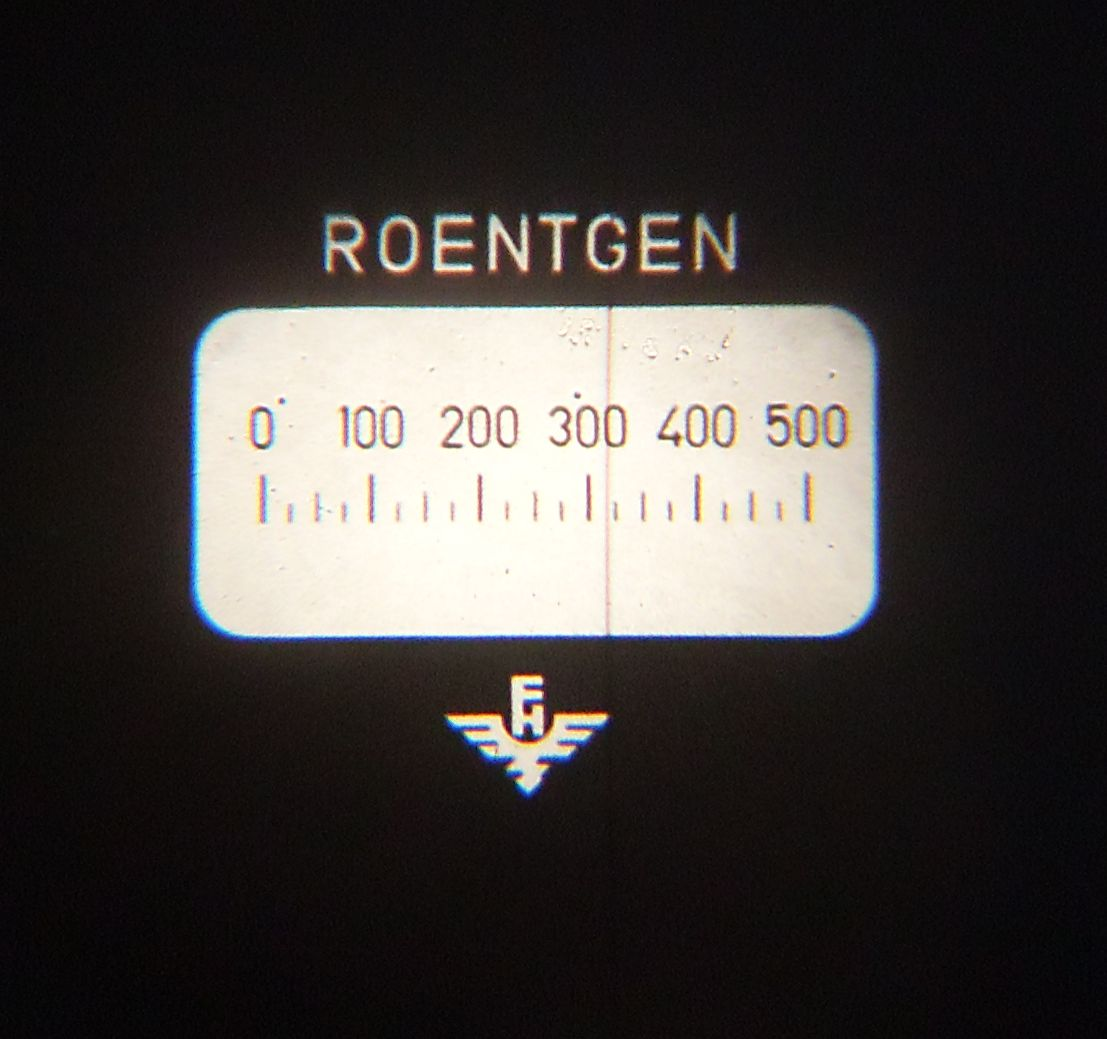
Dosimètre à fibre de quartz utilisant le roentgen comme unité de mesure d'exposition

Le röntgen, ou roentgen (symbole R) est une ancienne unité CGS permettant de quantifier l'exposition aux rayonnements ionisants X ou gamma. Il est défini comme la quantité de charges électriques libérées par le passage d'une radiation ionisante dans un volume d'air sec, à pression et température normales. Dans le Système International, il correspond à des coulombs par kilogramme. Il a été nommé en l'honneur du physicien allemand Wilhelm Röntgen, découvreur des rayons X et lauréat du tout premier prix Nobel de physique en 1901.
La surface de la Terre est en permanence exposée à {\displaystyle 10\mu R.h^{-1}} dû, entre autres, aux vents cosmiques en provenance du soleil.

## Définition
Le röntgen est formellement défini par the American Roentgen Ray Society comme la quantité de radiation permettant de libérer 1 unité de charge électrique esu dans un centimètre cube d'air à 0°C et une atmosphère standard de pression,.
En unité SI, le röntgen équivaut à {\displaystyle 2.58\times 10^{-4}C.kg^{-1}}.
Le röntgen exprime la capacité d'ionisation des rayons X ou gamma dans l'air et correspond à la formation de 2,19 paires d'ions dans 1 cm3 d'air, ce qui conduit à une dose absorbée de 93 ergs par gramme.
Pour les débits :
- {\displaystyle 1R.h^{-1}}= {\displaystyle 71.7nC.kgh^{-1}.s^{-1}} (ou {\displaystyle nA.kg^{-1}})
- {\displaystyle 1nC.kgh^{-1}.s^{-1}} (ou {\displaystyle nA.kg^{-1}}) = {\displaystyle 0.014R.h^{-1}}

## Limites et remplacement du röntgen
Le röntgen est limité car il ne permet pas de généraliser l'effet de radiations. Par exemple, 1 R peut correspondre à une dose absorbée de 0.00877 Gy par l'air sec ou bien 0.0096 Gy par un tissu biologique mou .
Par ailleurs, il ne renseigne nullement sur l'intensité des radiations ni même la quantité de ces radiations qui sont absorbées par de la matière, vivante ou inerte. C'est pourquoi il a été petit à petit remplacé par des unités SI de doses absorbées comme le Gray (symbole Gy) ou encore le Sievert (symbole Sv) qui adapte la notion de dose absorbée à un corps humain.